# Liste des films Pixar
Pour un article plus général, voir Pixar Animation Studios.

Logo de Pixar Animation Studios.

La liste des films Pixar présente les films produit par Pixar Animation Studios depuis 1995, studio d'animation et société de production cinématographique américaine basée à Emeryville en Californie, aux États-Unis. En 2024, la liste est constituée de vingt-huit longs métrages sortis tandis que plusieurs autres sont en cours de production, tous ayant été distribués par Walt Disney Pictures.

## Longs-métrages

### Films sortis
| #  | Film                  | Date de sortie                    | Réalisateur(s)                                 | Scénariste(s) | Scénariste(s)                                                                     | Producteur(s)                          | Monteur(s)                                    | Compositeur(s)               |
| #  | Film                  | Date de sortie                    | Réalisateur(s)                                 | Histoire | Scénario                                                                          | Producteur(s)                          | Monteur(s)                                    |                              |
| -- | --------------------- | --------------------------------- | ---------------------------------------------- | --- | --------------------------------------------------------------------------------- | -------------------------------------- | --------------------------------------------- | ---------------------------- |
| 1  | Toy Story             | 22 novembre 1995 27 mars 1996     | John Lasseter                                  | John Lasseter, Pete Docter, Andrew Stanton et Joe Ranft                                                                      | Joss Whedon, Andrew Stanton, Joel Cohen et Alec Sokolow                           | Ralph Guggenheim et Bonnie Arnold      | Robert Gordon et Lee Unkrich                  | Randy Newman                 |
| 2  | 1 001 Pattes          | 25 novembre 1998 10 février 1999  | John Lasseter                                  | John Lasseter, Andrew Stanton et Joe Ranft                                                                                   | Andrew Stanton, Donald McEnery et Bob Shaw                                        | Darla K. Anderson et Kevin Reher       | Lee Unkrich                                   | Randy Newman                 |
| 3  | Toy Story 2           | 24 novembre 1999 2 février 2000   | John Lasseter                                  | John Lasseter, Pete Docter, Ash Brannon et Andrew Stanton                                                                    | Andrew Stanton, Rita Hsiao, Doug Chamberlin et Chris Webb                         | Helene Plotkin et Karen Robert Jackson | Edie Bleiman, David Ian Salter et Lee Unkrich | Randy Newman                 |
| 4  | Monstres et Cie       | 2 novembre 2001 20 mars 2002      | Pete Docter                                    | Pete Docter, Jill Culton, Jeff Pidgeon et Ralph Eggleston                                                                    | Andrew Stanton et Daniel Gerson                                                   | Darla K. Anderson                      | Robert Graham Jones et Jim Stewart            | Randy Newman                 |
| 5  | Le Monde de Nemo      | 30 mai 2003 26 novembre 2003      | Andrew Stanton                                 | Andrew Stanton | Andrew Stanton, Bob Peterson et David Reynolds                                    | Graham Walters                         | David Ian Salter                              | Thomas Newman                |
| 6  | Les Indestructibles   | 5 novembre 2004 24 novembre 2004  | Brad Bird                                      | Brad Bird | Brad Bird                                                                         | John Walker                            | Stephen Schaffer                              | Michael Giacchino            |
| 7  | Cars                  | 9 juin 2006 14 juin 2006          | John Lasseter                                  | John Lasseter, Joe Ranft et Jorgen Klubien                                                                                   | Dan Fogelman, John Lasseter, Joe Ranft, Kiel Murray, Phil Lorin et Jorgen Klubien | Darla K. Anderson                      | Ken Schretzmann                               | Randy Newman                 |
| 8  | Ratatouille           | 29 juin 2007 1er août 2007        | Brad Bird                                      | Jan Pinkava, Jim Capobianco et Brad Bird                                                                                     | Brad Bird                                                                         | Bradford Lewis                         | Darren T. Holmes et Stan Webb                 | Michael Giacchino            |
| 9  | WALL-E                | 27 juin 2008 30 juillet 2008      | Andrew Stanton                                 | Andrew Stanton et Pete Docter                                                                                                | Andrew Stanton et Jim Reardon                                                     | Jim Morris                             | Stephen Schaffer                              | Thomas Newman                |
| 10 | Là-haut               | 29 mai 2009 29 juillet 2009       | Pete Docter                                    | Pete Docter, Bob Peterson et Tom McCarthy                                                                                    | Bob Peterson et Pete Docter                                                       | Jonas Rivera                           | Kevin Nolting                                 | Michael Giacchino            |
| 11 | Toy Story 3           | 18 juin 2010 14 juillet 2010      | Lee Unkrich                                    | John Lasseter, Andrew Stanton et Lee Unkrich                                                                                 | Michael Arndt                                                                     | Darla K. Anderson                      | Ken Schretzmann                               | Randy Newman                 |
| 12 | Cars 2                | 24 juin 2011 27 juillet 2011      | John Lasseter                                  | John Lasseter, Bradford Lewis et Dan Fogelman                                                                                | Ben Queen                                                                         | Denise Ream                            | Stephen Schaffer                              | Michael Giacchino            |
| 13 | Rebelle               | 22 juin 2012 1er août 2012        | Mark Andrews et Brenda Chapman                 | Brenda Chapman | Mark Andrews, Steve Purcell, Brenda Chapman et Irene Mecchi                       | Katherine Sarafian                     | Nicholas C. Smith                             | Patrick Doyle                |
| 14 | Monstres Academy      | 21 juin 2013 10 juillet 2013      | Dan Scanlon                                    | Dan Scanlon, Daniel Gerson et Robert L. Baird                                                                                | Dan Scanlon, Daniel Gerson et Robert L. Baird                                     | Kori Rae                               | Greg Snyder                                   | Randy Newman                 |
| 15 | Vice-versa            | 17 juin 2015 19 juin 2015         | Pete Docter                                    | Pete Docter et Ronnie del Carmen                                                                                             | Pete Docter, Meg LeFauve et Josh Cooley                                           | Jonas Rivera                           | Kevin Nolting                                 | Michael Giacchino            |
| 16 | Le Voyage d'Arlo      | 25 novembre 2015 (Cinéma)         | Peter Sohn                                     | Peter Sohn, Erik Benson, Meg LeFauve, Kelsey Mann et Bob Peterson                                                            | Peter Sohn, Erik Benson, Meg LeFauve, Kelsey Mann et Bob Peterson                 | Denise Ream                            | NC                                            | Mychael Danna et Jeff Danna  |
| 17 | Le Monde de Dory      | 17 juin 2016 22 juin 2016         | Andrew Stanton                                 | Andrew Stanton | Andrew Stanton et Victoria Strouse                                                | Lindsey Collins                        | Axel Geddes                                   | Thomas Newman                |
| 18 | Cars 3                | 16 juin 2017 2 août 2017          | Brian Fee                                      | Brian Fee, Ben Queen, Eyal Podell et Jonathon E. Stewart                                                                     | Kiel Murray, Bob Peterson et Mike Rich                                            | Kevin Reher                            | Jason Hudak                                   | Randy Newman                 |
| 19 | Coco                  | 22 novembre 2017 29 novembre 2017 | Lee Unkrich                                    | Lee Unkrich, Jason Katz, Matthew Aldrich et Adrian Molina                                                                    | Adrian Molina et Matthew Aldrich                                                  | Darla K. Anderson                      | Lee Unkrich et Steve Bloom                    | Michael Giacchino            |
| 20 | Les Indestructibles 2 | 15 juin 2018 4 juillet 2018       | Brad Bird                                      | Brad Bird | Brad Bird                                                                         | John Walker et Nicole Paradis Grindle  | Stephen Schaffer                              | Michael Giacchino            |
| 21 | Toy Story 4           | 21 juin 2019 26 juin 2019         | Josh Cooley                                    | John Lasseter, Andrew Stanton, Josh Cooley, Valerie LaPointe, Rashida Jones, Will McCormack, Martin Hynes et Stephany Folsom | Stephany Folsom et Andrew Stanton                                                 | Jonas Rivera et Mark Nielsen           | NC                                            | Randy Newman                 |
| 22 | En avant              | 4 mars 2020 6 mars 2020           | Dan Scanlon                                    | Dan Scanlon, Keith Bunin et Jason Headley                                                                                    | Dan Scanlon, Keith Bunin et Jason Headley                                         | Kori Rae et Pete Docter                | NC                                            | Jeff Danna et Mychael Danna  |
| 23 | Soul                  | 25 décembre 2020 (Disney+)        | Pete Docter                                    | Pete Docter, Mike Jones et Kemp Powers                                                                                       | Pete Docter, Mike Jones et Kemp Powers                                            | Dana Murray                            | NC                                            | Trent Reznor et Atticus Ross |
| 24 | Luca                  | 18 juin 2021 (Disney+)            | Enrico Casarosa                                | Jesse Andrews & Mike Jones                                                                                                   | Jesse Andrews & Mike Jones                                                        | Andrea Warren                          | Catherine Apple, Jason Hudak                  | Dan Romer                    |
| 25 | Alerte rouge          | 4 mars 2022 (Disney+)             | Domee Shi                                      | Julia Cho et Domee Shi | Julia Cho et Domee Shi                                                            | Lindsey Collins                        | Steve Bloom et Nicholas C. Smith              | Ludwig Göransson             |
| 26 | Buzz l'Éclair         | 17 juin 2022 22 juin 2022         | Angus MacLane                                  | NC | NC                                                                                | Galyn Susman                           | NC                                            | NC                           |
| 27 | Élémentaire           | 16 juin 2023 21 juin 2023         | Peter Sohn                                     | Peter Sohn, John Hoberg, Kat Likkel et Brenda Hsueh                                                                          | Peter Sohn, John Hoberg, Kat Likkel et Brenda Hsueh                               | Denise Ream                            | Stephen Schaffer                              | Thomas Newman                |
| 28 | Vice-versa 2          | 14 juin 2024 19 juin 2024         | Kelsey Mann (en)                               | Meg LeFauve & Dave Holstein                                                                                                  | Meg LeFauve & Dave Holstein                                                       | Mark Nielsen                           |                                               | Andrea Datzman               |
| 29 | Elio                  | 20 juin 2025 18 juin 2025         | Adrian Molina, Domee Shi et Madeline Sharafian | Adrian Molina | Julia Cho, Mark Hammer et Mike Jones                                              | Mary Alice Drumm                       | Anna Wolitzky et Steve Bloom                  | Rob Simonsen                 |

### Films à venir
| #  | Film                  | Date de sortie | Réalisateur(s)            | Scénariste(s)              | Scénariste(s) | Producteur(s)     | Monteur(s) | Compositeur(s) |
| #  | Film                  | Date de sortie | Réalisateur(s)            | Histoire                   | Scénario      | Producteur(s)     | Monteur(s) | Compositeur(s) |
| -- | --------------------- | -------------- | ------------------------- | -------------------------- | ------------- | ----------------- | ---------- | -------------- |
| 30 | Jumpers               | 6 mars 2026    | Daniel Chong              |                            |               | Becky Neiman-Cobb |            |                |
| 31 | Toy Story 5           | 19 juin 2026   | Andrew Stanton            |                            |               |                   |            |                |
| 32 | Gatto                 | 18 juin 2027   | Enrico Casarosa           | Andrea Warren, Pete Docter |               |                   |            |                |
| 32 | Coco 2                | 2029           | Lee Unkrich Adrian Molina |                            |               | Mark Nielsen      |            |                |
| 33 | Les Indestructibles 3 | TBA            | Peter Sohn                |                            | Brad Bird     | Brad Bird         |            |                |

## Réception

### Critique et accueil des publics
| Film                  | Rotten Tomatoes | Metacritic | Allociné             |
| --------------------- | --------------- | ---------- | -------------------- |
| Toy Story             | 100 %           | 95/100     | 4,0⁄5 (5 critiques)  |
| 1 001 Pattes          | 92 %            | 77/100     | 4,5⁄5 (13 critiques) |
| Toy Story 2           | 100 %           | 88/100     | 4,3⁄5 (20 critiques) |
| Monstres et Cie       | 96 %            | 79/100     | 4,5⁄5 (24 critiques) |
| Le Monde de Nemo      | 99 %            | 90/100     | 4,5⁄5 (17 critiques) |
| Les Indestructibles   | 97 %            | 90/100     | 4,6⁄5 (22 critiques) |
| Cars                  | 74 %            | 73/100     | 4,0⁄5 (25 critiques) |
| Ratatouille           | 96 %            | 96/100     | 4,5⁄5 (23 critiques) |
| WALL-E                | 95 %            | 95/100     | 4,6⁄5 (26 critiques) |
| Là-Haut               | 98 %            | 88/100     | 4,6⁄5 (26 critiques) |
| Toy Story 3           | 98 %            | 92/100     | 4,7⁄5 (22 critiques) |
| Cars 2                | 40 %            | 57/100     | 2,6⁄5 (16 critiques) |
| Rebelle               | 78 %            | 69/100     | 3,5⁄5 (19 critiques) |
| Monstres Academy      | 80 %            | 65/100     | 3,5⁄5 (26 critiques) |
| Vice-Versa            | 98 %            | 94/100     | 4,7⁄5 (34 critiques) |
| Le voyage d'Arlo      | 76 %            | 66/100     | 3,3⁄5 (20 critiques) |
| Le Monde de Dory      | 94 %            | 77/100     | 3,5⁄5 (29 critiques) |
| Cars 3                | 69 %            | 59/100     | 2,9⁄5 (21 critiques) |
| Coco                  | 97 %            | 81/100     | 4,1⁄5 (31 critiques) |
| Les Indestructibles 2 | 93 %            | 80/100     | 4,2⁄5 (34 critiques) |
| Toy Story 4           | 97 %            | 84/100     | 4,2⁄5 (35 critiques) |
| En avant              | 88 %            | 61/100     | 3,6⁄5 (31 critiques) |
| Soul                  | 95 %            | 83/100     | 4,3⁄5 (34 critiques) |
| Luca                  | 91%             | 71/100     | 3,6⁄5 (19 critiques) |
| Alerte Rouge          | 95%             | 83/100     | 3,7⁄5 (19 critiques) |
| Buzz l'Éclair         | 74%             | 60/100     | 3,1⁄5 (32 critiques) |
| Élémentaire           | 74%             | 58/100     | 3,5⁄5 (33 critiques) |
| Vice-Versa 2          | 91%             | 73/100     | 3,7⁄5 (30 critiques) |
| Elio                  | 85 %            | 67/100     | 3,6⁄5 (22 critiques) |

### Box-office
| Film                  | Budget             | Amérique du Nord | Amérique du Nord         | Box-office mondial (non corrigé) | Ref(s)      |
| Film                  | Budget             | Ouverture        | Box-office (non corrigé) | Box-office mondial (non corrigé) | Ref(s)      |
| --------------------- | ------------------ | ---------------- | ------------------------ | -------------------------------- | ----------- |
| Toy Story             | 30 millions $      | 29,1 millions $  | 191,8 millions $         | 373,6 millions $                 | [ Mojo 2 ]  |
| 1 001 Pattes          | 120 millions $     | 33,3 millions $  | 162,8 millions $         | 363,3 millions $                 | [ Mojo 3 ]  |
| Toy Story 2           | 90 millions $      | 57,4 millions $  | 245,9 millions $         | 497,4 millions $                 | [ Mojo 4 ]  |
| Monstres et Cie       | 115 millions $     | 62,6 millions $  | 255,9 millions $         | 525,4 millions $                 | [ Mojo 5 ]  |
| Le Monde de Nemo      | 94 millions $      | 70,3 millions $  | 339,7 millions $         | 940,3 millions $                 | [ Mojo 6 ]  |
| Les Indestructibles   | 92 millions $      | 70,5 millions $  | 261,4 millions $         | 633,0 millions $                 | [ Mojo 7 ]  |
| Cars                  | 120 millions $     | 60,1 millions $  | 244,1 millions $         | 462,2 millions $                 | [ Mojo 8 ]  |
| Ratatouille           | 150 millions $     | 47,0 millions $  | 206,4 millions $         | 620,7 millions $                 | [ Mojo 9 ]  |
| WALL-E                | 180 millions $     | 63,1 millions $  | 223,8 millions $         | 533,3 millions $                 | [ Mojo 10 ] |
| Là-Haut               | 175 millions $     | 68,1 millions $  | 293,0 millions $         | 735,1 millions $                 | [ Mojo 11 ] |
| Toy Story 3           | 200 millions $     | 110,3 millions $ | 415,0 millions $         | 1,067 milliard $                 | [ Mojo 12 ] |
| Cars 2                | 200 millions $     | 66,1 millions $  | 191,5 millions $         | 562,1 millions $                 | [ Mojo 13 ] |
| Rebelle               | 185 millions $     | 66,3 millions $  | 237,3 millions $         | 540,4 millions $                 | [ Mojo 14 ] |
| Monstres Academy      | 200 millions $     | 82,4 millions $  | 268,5 millions $         | 744,2 millions $                 | [ Mojo 15 ] |
| Vice-Versa            | 175 millions $     | 90,4 millions $  | 356,5 millions $         | 857,6 millions $                 | [ Mojo 16 ] |
| Le voyage d'Arlo      | 175-200 millions $ | 39,2 millions $  | 123,1 millions $         | 332,2 millions $                 | ,           |
| Le Monde de Dory      | 200 millions $     | 135,1 millions $ | 486,3 millions $         | 1,028 6 milliard $               | [ Mojo 18 ] |
| Cars 3                | 175 millions $     | 53,7 millions $  | 152,9 millions $         | 383,9 millions $                 | [ Mojo 19 ] |
| Coco                  | 175-200 millions $ | 50,8 millions $  | 209,7 millions $         | 805,8 millions $                 | ,           |
| Les Indestructibles 2 | 200 millions $     | 182,7 millions $ | 608,6 millions $         | 1,242 8 milliard $               |             |
| Toy Story 4           | 200 millions $     | 120,9 millions $ | 434,0 millions $         | 1,017 9 milliard $               |             |
| En avant              | 175-200 millions $ | NC               | 61,6 millions $          | 141,7 millions $                 |             |
| Soul                  | 150 millions $     | NC               | NC                       | 120,9 millions $                 | [ Mojo 21 ] |
| Luca                  | 200 millions $     | NC               | NC                       | 49,75 millions $                 | [ Mojo 22 ] |
| Alerte Rouge          | 175 millions $     | NC               | NC                       | 20,12 millions $                 | [ Mojo 23 ] |
| Buzz l'Éclair         | 200 millions $     | 50,57 millions $ | 118,3 millions $         | 226,4 millions $                 | [ Mojo 24 ] |
| Élémentaire           | 200 millions $     | 29,6 millions $  | 154,4 millions $         | 489,4 millions $                 | [ Mojo 25 ] |
| Vice-Versa 2          | 200 millions $     | 154 millions $   | 652 millions $           | 1 698 millions $                 | [ Mojo 26 ] |

### Oscars
| Film                  | Meilleur film | Meilleur film d'animation         | Meilleur scénario original | Meilleur scénario adapté | Meilleur musique de film | Meilleur chanson originale | Meilleur montage de son | Meilleur mixage de son | Autres                        |
| --------------------- | ------------- | --------------------------------- | -------------------------- | ------------------------ | ------------------------ | -------------------------- | ----------------------- | ---------------------- | ----------------------------- |
| Toy Story             |               | Récompense inexistante à l'époque | Nomination                 | Inéligible               | Nomination               | Nomination                 |                         |                        | Lauréat contribution spéciale |
| 1 001 Pattes          |               | Récompense inexistante à l'époque |                            | Inéligible               | Nomination               |                            |                         |                        |                               |
| Toy Story 2           |               | Récompense inexistante à l'époque | Inéligible                 |                          |                          | Nomination                 |                         |                        |                               |
| Monstres et Cie       |               | Nomination                        |                            | Inéligible               | Nomination               | Lauréat                    | Nomination              |                        |                               |
| Le Monde de Nemo      |               | Lauréat                           | Nomination                 | Inéligible               | Nomination               |                            | Nomination              |                        |                               |
| Les Indestructibles   |               | Lauréat                           | Nomination                 | Inéligible               |                          |                            | Lauréat                 | Nomination             |                               |
| Cars                  |               | Nomination                        |                            | Inéligible               |                          | Nomination                 |                         |                        |                               |
| Ratatouille           |               | Lauréat                           | Nomination                 | Inéligible               | Nomination               |                            | Nomination              | Nomination             |                               |
| WALL-E                |               | Lauréat                           | Nomination                 | Inéligible               | Nomination               | Nomination                 | Nomination              | Nomination             |                               |
| Là-Haut               | Nomination    | Lauréat                           | Nomination                 | Inéligible               | Lauréat                  |                            | Nomination              |                        |                               |
| Toy Story 3           | Nomination    | Lauréat                           | Inéligible                 | Nomination               |                          | Lauréat                    | Nomination              |                        |                               |
| Cars 2                |               |                                   | Inéligible                 |                          |                          |                            |                         |                        |                               |
| Rebelle               |               | Lauréat                           |                            | Inéligible               |                          |                            |                         |                        |                               |
| Monstres Academy      |               |                                   | Inéligible                 |                          |                          |                            |                         |                        |                               |
| Vice-Versa            |               | Lauréat                           | Nomination                 | Inéligible               |                          |                            |                         |                        |                               |
| Le Voyage d'Arlo      |               |                                   |                            | Inéligible               |                          |                            |                         |                        |                               |
| Le Monde de Dory      |               |                                   | Inéligible                 |                          |                          |                            |                         |                        |                               |
| Cars 3                |               |                                   | Inéligible                 |                          |                          |                            |                         |                        |                               |
| Coco                  |               | Lauréat                           |                            | Inéligible               |                          | Lauréat                    |                         |                        |                               |
| Les Indestructibles 2 |               | Nomination                        | Inéligible                 |                          |                          |                            |                         |                        |                               |
| Toy Story 4           |               | Lauréat                           | Inéligible                 |                          |                          | Nomination                 |                         |                        |                               |
| En avant              |               | Nomination                        |                            | Inéligible               |                          |                            |                         |                        |                               |
| Soul                  |               | Lauréat                           |                            | Inéligible               | Lauréat                  |                            | Nomination              | Nomination             |                               |
| Luca                  |               | Nomination                        |                            | Inéligible               |                          |                            |                         |                        |                               |
| Alerte Rouge          |               | Nomination                        |                            | Inéligible               |                          |                            |                         |                        |                               |
| Buzz l'Éclair         |               |                                   | Inéligible                 |                          |                          |                            |                         |                        |                               |
| Élémentaire           |               | Nomination                        |                            | Inéligible               |                          |                            |                         |                        |                               |